# Cesana Torinese
Cesana Torinese är en ort och kommun i storstadsregionen Turin, innan 2015 provinsen Turin, i regionen Piemonte, Italien. Kommunen hade 945 invånare (2017). Cesana Torinese ligger i närheten av den mer berömda skidorten Sestriere.
I Cesana Torinese hölls tävlingar i bob, rodel och skeleton under Olympiska vinterspelen 2006.